# Jo Koy
Jo Koy, pseudonimo di Joseph Glenn Herbert (Tacoma, 2 giugno 1971), è un comico e attore statunitense di origini filippine.
Attivo come comico fin dagli anni '90 e come attore dal 2005, nel 2024 ha condotto la cerimonia dei Golden Globe.

## Biografia
Nato da padre statunitense e madre filippina, durante l'infanzia si trasferisce spesso in diverse città degli Stati Uniti a causa del lavoro del padre, un militare. Dopo essersi iscritto per un breve periodo all'università, Herbert lascia gli studi per perseguire le aspirazioni artistiche e inizia a lavorare come stand up comedian, assumendo fin da subito il suo pseudonimo definitivo. In un primo momento, Jo Koy lavora in svariati club di Las Vegas; successivamente inizia a essere presente in trasmissioni televisive su reti come BET e NBC. A partire dal 2009 realizza degli speciali televisivi per Comedy Central e Netflix.
Nel 2013 recita in un episodio di Family Tools, intensificando successivamente la sua presenza in ambito cinematografico. Nel 2022 è protagonista del film Easter Sunday. Nel 2024 conduce la cerimonia dei Golden Globe, ricevendo reazioni negative da parte di pubblico, critica e alcune delle celebrità presenti alla cerimonia. In seguito a tale esperienza, riprende a esibirsi come stand up comedian.

## Vita privata
Dal 2021 al 2022 ha avuto una relazione romantica con l'attrice Chelsea Handler.

## Influenze artistiche
Jo Koy afferma di essere ispirato da colleghi come Eddie Murphy, Robin Williams, Billy Crystal, Whoopi Goldberg, Chris Rock e Steve Martin.

## Filmografia

### Cinema
- Virginia, regia di Gilbert Le (2005)
- Wake., regia di Cyrus Mirakhor (2018)
- Anastasia, regia di Blake Harris (2020)
- Easter Sunday, regia di Jay Chandrasekhar (2022)
- La casa dei fantasmi, regia Justin Simien (2023)
- The Monkey King, regia Anthony Stacchi (2023)
- Leo, registi vari (2023)

### Televisione
- Loffapalooza – Serie TV, 1 episodio (2006)
- Family Tools – Serie TV, 1 episodio (2013)
- Mr. Iglesias – Serie TV, 1 episodio (2020)
- Awkwafina è Nora del Queens – Serie TV, 1 episodio (2023)

## Programmi televisivi
- Kevin Nealon: Now Hear Me Out! – Speciale TV (2009)
- Don't Make Me Angry – Speciale TV (2009)
- Lights Out – Speciale TV (2012)
- Live from Seattle – Speciale TV (2017)
- Comin' It Hot – Speciale TV (2019)
- In His Elements – Speciale TV (2020)
- Live from the LA Forum – Speciale TV (2020)
- Golden Globe 2024 – Presentatore